# Rydelek-Eisfälle
Die Rydelek-Eisfälle sind Gletscherbrüche an der Walgreen-Küste des westantarktischen Marie-Byrd-Lands. Sie liegen zwischen der Smythe Shoulder und dem Coyer Point auf der Ostseite der Martin-Halbinsel und münden in das Dotson-Schelfeis.
Der United States Geological Survey kartierte sie anhand eigener Vermessungen und Luftaufnahmen der United States Navy aus den Jahren von 1959 bis 1967. Das Advisory Committee on Antarctic Names benannte sie 1977 nach dem Geophysiker Paul Anthony Rydelek (* 1949) von der University of California, Los Angeles, der im Rahmen des United States Antarctic Research Program zur Besetzung auf der Amundsen-Scott-Südpolstation im antarktischen Winter des Jahres 1974 gehört hatte.